# شجرة التفاح (رواية)
رواية شجرة التفاح: ملفات بوليسية هي رواية عربية تصنف ضمن الأدب البوليسي وأدب الجريمة للكاتب المغربي طه محمد الحيرش، صدرت سنة 2018 عن دار كتارا للنشر، وفازت بجائزة كتارا للرواية العربية في دورتها الثالثة سنة 2017 عن صنف الرواية غير المنشورة.

## القصة
تدور أحداث الرواية بين مدن طنجة، وزان والدار البيضاء، حول عملية سطو مخططة ومدبرة بعناية. يتعرض لها دبلوماسي أمريكي، لتتطور الأحداث بعد استدعاء أشهر محقق في العاصمة لفك لغز هذه الجريمة لعجز الشرطة المحلية عن كشف هوية الجناة.

## الشخصيات الرئيسية في الرواية:
القنصل الأمريكي، الضابط عمر، العميد حميد، خلود، نعمان.

## اقتباسات:
مقطع1: ص 29: الشمس كالحقيقة المستساغة بازغة، مشرقة كوجه عروس في صبيحتها، هواء الصبح يتسلل عبر الأنفاس والمسالك في هدوء ودون حسيس يسمع، يتغلغل في الدواخل كالإشاعة لينعش الذوات الكسلانة.

مقطع 3: ص 139: سلموني ابني أيها الضابط حتى أدفنه وأدفن الشيطان معه.

## قال النقاد
يوسف يوسف (ناقد وكاتب فلسطيني): الرواية تستحق ما هو أكبر من إعلان الإعجاب بها. وهي في مقارنة سريعة بينها وبين غيرها مما قرأنا من الروايات البوليسية: الإنكليزية أو الفرنسية، يمتلك صاحبها الحيرش مخيلة بوليسية راقية، تحتم على الناقد الانتباه إليها، وعدم صرف النظر عنها، لأنها وفي جدارة تمكن المقارنة بينها وبين النماذج الراقية من الروايات البوليسية وحتى الغربية منها، بما فيها روايات آجاثا كريستي، والأخرى الروايات الفرنسية التي ظهر فيها اللص آرسين لوبين، والمفتش جاليمار، على الرغم من أن هذا النمط الروائي في الغرب ترجع بدايات ظهوره إلى أكثر من قرنين من الزمان...واللافت المهم من أمر هذه الرواية أيضاً، أنها، وعلى الرغم من وقوع أحداثها في مدينة طنجة المغربية، وفي زمان يحدِّده الروائي بالحاضر المعاش في زماننا، إلا أنها وهذا مما يحسب لصالحها، تبقى رواية كونية،...